# Jan Bedřich z Trauttmansdorff-Weinsbergu
Jan Bedřich z Trauttmansdorffu-Weinsbergu (německy Johann Friedrich Freiherr von und zu Trauttmansdorff, 1542 – 14. duben 1614, Trauttmansdorf u Bad Gleichenberg, východní Štýrsko) byl rakouský šlechtic z rodu Trauttmansdorff původem z východního Štýrska, svobodný pán z Gleichenbergu.

## Život
Narodil se jako nejmladší syn Davida z Trauttmansdorff-Totzenbachu († 15. června 1545) a jeho druhé manželky Amálie z Lappitz, dcery Jana z Lappitz († 26. ledna 1536) a hraběnky Kláry Torquatové z Krbavy († 28. dubna 1541).
Jan Bedřich měl bratra Joba Hartmana († 1596), Wolfganga Dětřicha (1541–1594) a sestru Žofii († 1571), později provdanou 1552 za Achatze Ennenkla z Albrechtsbergu (1513–1574). Jeho nevlastní sestra Sidonie z Trauttmansdorffu byla provdána za Oldřicha z Lappitz-Leiben-Weiteneggu († 1531).
Jan Bedřich byl nejprve luterán, ale v 90. letech 16. století se on a celá jeho rodina stali katolíky. Sloužil za císařů Maxmiliána II., Rudolfa II. a Matyáše jako tajný rada a komorník. Dne 12. března 1598 mu císař Rudolf II. udělil rakouský titul svobodného pána.
Jan Bedřich z Trauttmansdorff-Weinsbergu zemřel 14. dubna 1614 ve věku 72 let v Trautmannsdorfu a tam byl i pohřben.

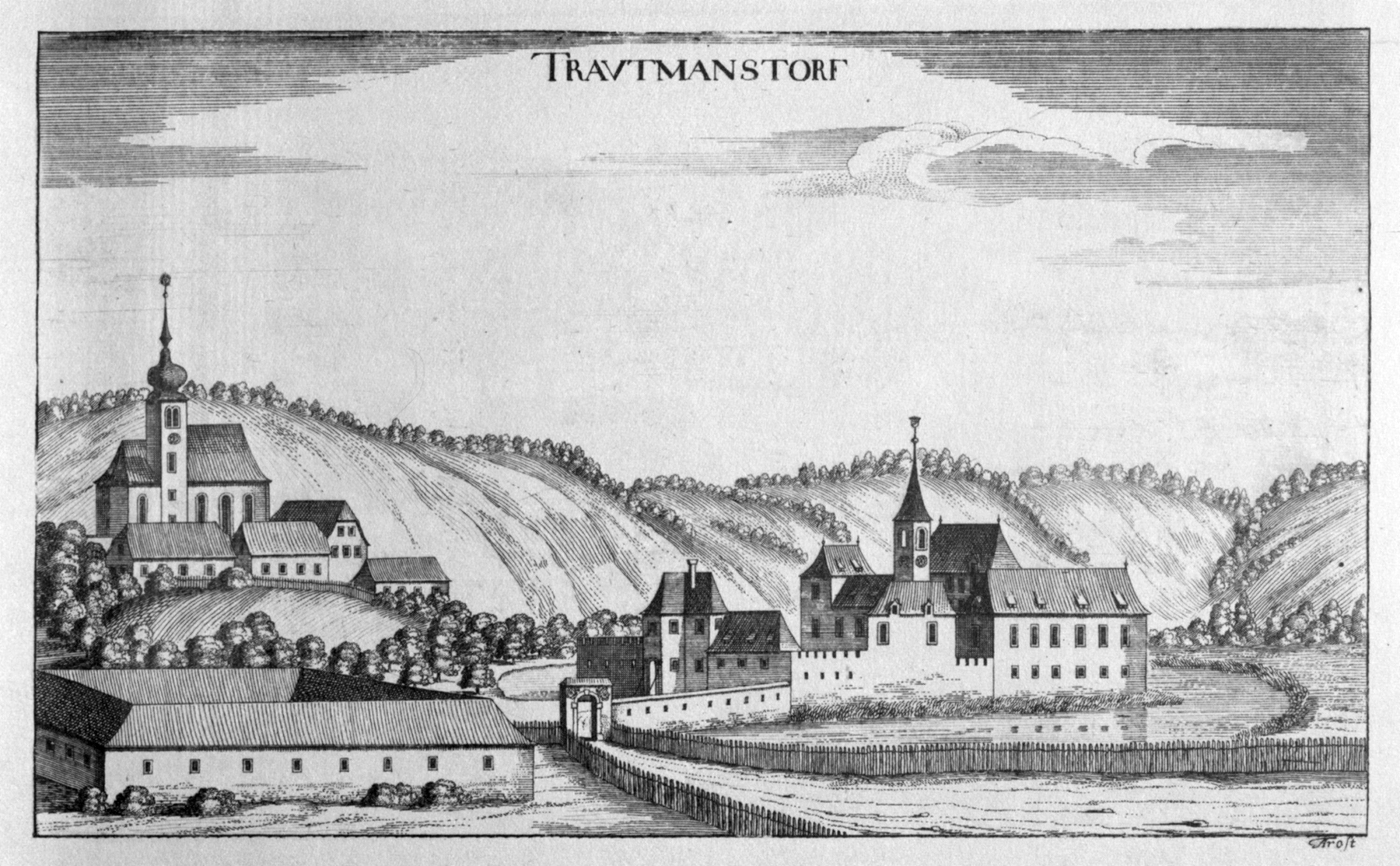
Zámek Trautmannsdorf (1681)
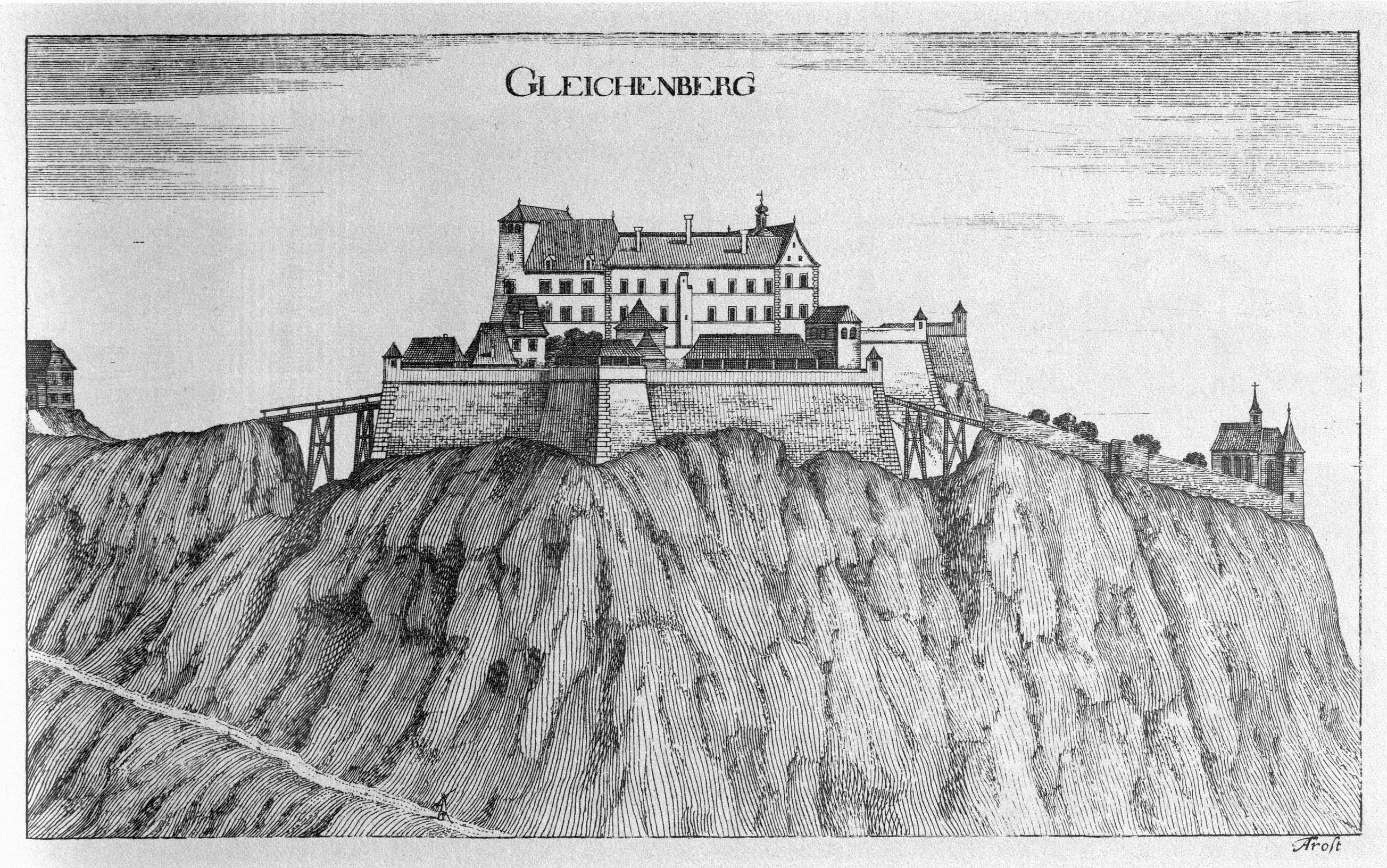
Hra Gleichenberg (1681)

### Manželství a potomstvo
Jan Bedřich se kolem roku 1570 oženil s Evou z Trauttmansdorffu, dcerou Medarda z Trauttmansdorffu, svobodného pána z Freienturn-Kastelaltu (* asi 1515) a Anny z Lindecku (* asi 1520). Mají tyto děti:
- Jan David z Trauttmansdorffu († 11. 6. 1627, Štýrský Hradec), hrabě 15. 3. 1623, ženatý s Felicitas von Städel (* 7. 7. 1582); měli dceru
- Zuzana z Trauttmansdorffu († 1620), provdaná za svobodného pána Pilgrama III. ze Sinzendorfu (1579–1620), syn Jiří Ludvík ze Sinzendorfu
- Jan Maximilian z Trauttmansdorff-Weinsbergu (* 28. května 1584, Štýrský Hradec – 7. června 1650, Vídeň), hrabě z Trautmannsdorfu, svobodný pán z Gleichenbergu, 1634 rytíř habsburského řádu zlatého rouna, dne 11. ledna 1615 se ve Štýrském Hradci oženil s hraběnkou Žofií Pálffyovou z Erdödu (* 1596 – 22. března 1668, Štýrský Hradec)
- Alžběta z Trauttmansdorffu (* 5. 5. 1587 – 29. 5. 1653, Vídeň), provdaná v roce 1610 za svobodného pána Augusta ze Sinzendorfu (1590 – 1642)